# Power Rangers: Jungle Fury
Power Rangers Jungle Fury este un serial de televiziune americană construit de compania Walt Disney. Acest sezon de Power Ranger este o adaptare de la seria Super Sentai japoneză Juken Sentai Gekiranger Istoria [modifier]. În România, serialul a fost difuzat în 2010, pe Kanal D și subtitrat în limba română.